# Gran Premio Castilla y León
El Gran Premio Castilla y León fue una carrera ciclista femenina profesional de un día española que se disputaba en la comunidad autónoma de Castilla y León; dos días después de la Vuelta a Castilla y León femenina (de 2002 a 2004 a finales del mes de marzo y en 2005 a finales del mes de abril), y posteriormente a principios del mes de mayo, siempre en domingo.
Desde su primera edición, en 2002, hasta la última, en 2006, formó parte de la Copa del Mundo.
Su recorrido fue alternándose, así varió el kilometraje desde los 107,5 (año 2003) hasta los 127 km (año 2006) y los finales de la carrera fueron Valladolid, Villarcayo, Salamanca, Valladolid y de nuevo Valladolid, respectivamente.
Fue organizada por el Club Ciclista Cadalsa, al igual que el Gran Premio Ciudad de Valladolid (carrera ciclista femenina) y la Vuelta a Castilla y León (carrera ciclista masculina), ambas también profesionales pero la segunda de ellas también desaparecida.

## Palmarés
| Año  | Ganador           | Segundo       | Tercero           |
| ---- | ----------------- | ------------- | ----------------- |
| 2002 | Regina Schleicher | Petra Rossner | Mirjam Melchers   |
| 2003 | Mirjam Melchers   | Anita Valen   | Sara Carrigan     |
| 2004 | Angela Brodtka    | Oenone Wood   | Mirjam Melchers   |
| 2005 | Susanne Ljungskog | Judith Arndt  | Tatiana Guderzo   |
| 2006 | Nicole Cooke      | Judith Arndt  | Susanne Ljungskog |

## Palmarés por países
| País         | Victorias |
| ------------ | --------- |
| Alemania     | 2         |
| Países Bajos | 1         |
| Suecia       | 1         |
| Reino Unido  | 1         |